# Flatida rubicunda
Flatida rubicunda är en insektsart som först beskrevs av William Lucas Distant 1883.  Flatida rubicunda ingår i släktet Flatida och familjen Flatidae. Inga underarter finns listade i Catalogue of Life.